# Equipe luxemburguesa na Copa Davis
A equipe luxemburguesa na Copa Davis representa Luxemburgo na Copa Davis, principal competição de tênis masculina por equipes do mundo. É administrada pela Luxembourg Tennis Federation.